# Малицька Костянтина Іванівна
Костянтина Іванівна Малицька (30 травня 1872, с. Кропивник, тепер Калуського району Івано-Франківської області — 22 січня1947, Львів) (літературні псевдоніми: Віра Лебедова, Чайка Дністрова) — українська поетеса, прозаїк, перекладач, бібліограф, редактор, педагог, діячка культурно-освітніх товариств у Галичині. Найбільше прославилась як автор популярних пісень «Чом, чом, чом, земле моя…», «У Січі, у Січі гуртуймось брати».

## Життєпис

Костянтина Малицька у 1910-ї роки

Костянтина Малицька народилась 30 травня 1872 року в селі Кропивник (тепер Калуського району Івано-Франківської області). Її батько о. Іван Малицький (1842–1875) був парохом місцевої греко-католицької церкви Св. Миколая. Мати Олена походила зі священичої родини Гетьманчуків, була освіченою жінкою, громадською діячкою. Вона була учасницею установчих зборів “Товариства руських жінок”, які відбулися в грудні 1884 року у Станіславі за ініціативою Наталії Кобринської. Дідом по матері був відомий український вчений-історик, етнограф, церковний і політичний діяч, посол до Галицького сейму та Австрійського парламенту, о. Антоній Петрушевич. Суттєвий вплив на формування світогляду дівчини мала зібрана дідом багата славістична бібліотека (1885 року він заповів її Народному Дому у Львові, де вона зберігалась окремою збіркою під назвою «Музей Петрушевича», а нині – у Львівській національній науковій бібліотеці України імені В. Стефаника).
Батька Константина втратила рано, її освітою займалася мати, яка переїхала до Станіслава. Вона підготувала доньку до вступу в Станіславську державну гімназію, яку Константина Малицька успішно закінчила 1889 року.
1892 р. закінчила державну вчительську семінарію у Львові, отримала диплом народної вчительки. Першою її посадою була школа в містечку Єзуполі  біля Станиславова, відтак 11 років попрацювала в Галичі, на Буковині (Лужани) та у Львові - в першій українській приватній школі для дівчат ім. Т.Шевченка, що її заснувало Українське Педагогічне товариство. Брала активну участь у громадсько-політичному житті, засновувала читальні «Просвіти». Була однією із засновниць «Жіночої громади Буковини». Тривалий час працювала у виділі цієї організації як секретар. Працювала в педагогічних товариствах «Рідна школа», «Крайове товариство охорони дітей і опіки над молоддю».
У 1912 році спільно з Марією Білецькою дала почин для заснування фонду «На потреби України», що був матеріальною допомогою для УСС 1914 року.

17 лютого 1915 р. була заарештована, більше трьох місяців перебувала в тюрмі на вул. Баторія.  
“Єдиною нашою провиною було, що ми “мазепинці”, і не вітали російської армії хлібом-сіллю”. 
28 травня 1915 р. Константину Малицьку (єдину жінку) у числі 13 видатних діячів (д-р Микола Шухевич, д-р Василь Нагірний, д-р Володимир Охримович, д-р о. Йосиф Боцян, д-р Юліан Балицький, Кость Паньківський, Тимотей Старух, Микола Курцеба, Осип Неділко, Йосиф Гродський та ін.) етапом через Москву було відправлено в Красноярськ, а звідти – по Єнісею в Тунгуський край. Константина Малицька відбувала покарання в селі Пінчуга над Ангарою. Велику підтримку в цей час їй надавала М. Грінченко… Після Лютневої революції 1917 р. якийсь час вона проживала в Єнісейську. У вересні 1919 р. прибула до Красноярська, за дорученням “Української громади” (голова – професор В’ячеслав Яновицький) організувала в будинку українського патріотичного подружжя, колишніх політв’язнів Катерини та Михайла Антонових, школу ім. Івана Котляревського, була в ній першою вчителькою та директором.
У 1920 р. повернулася до Львова, де знову почала працювати в школі імені Тараса Шевченка, де невдовзі стала директором.

### Громадська діяльність
Тісно співпрацювала з першим українським дошкільним товариством «Українська захоронка» (1901–1939), Товариством наукових викладів імені П. Могили (1908–1939); 
брала активну участь у громадсько-політичному житті громад Буковини й Галичини, була діяльним членом львівського товариства «Просвіта» (за вагомі заслуги перед українською громадою в 1925 р. обрана його почесним членом), разом зі свідомими однодумцями заснувала читальню «Просвіти» (Галич,1901) і була першим її секретарем, працювала у видавничій комісії товариства, зосереджувалася на видаванні популярних книжок для народу; 
працювала в інших культурно-просвітницьких та педагогічних організаціях, які засновували читальні, мандрівні бібліотеки, видавали книжки, організовували по селах просвітницькі гуртки.
Влітку 1941 року ініціювала заснування товариства «Жіноча Служба Україні» та очолювала його до вересня 1941 року.

З 1944 року директор Наукової бібліотеки Академії наук УРСР (тепер Львівська наукова бібліотека НАН України імені В.Стефаника) Василь Щурат запросив Костянтину Малицьку на роботу до колишнього «Оссолінеуму», де вона бібліографувала літературу із фондів Бібліотеки наукового товариства ім. Тараса Шевченка (була переміщена до ФБ АН УРСР), укладала картковий каталог (не зберігся; за визначенням Я. Дашкевича він «був унікальний тим, що в ньому записували багато відомостей про минуле української книжки: про долю видавництв, обсяг книжкових серій, історію багатотомних видань, розв’язували псевдоніми авторів, відмічали походження, раритетність видань і т. п.». Під керівництвом Я. Дашкевича працювала над виконанням наукової теми «Бібліографія української книги 1798–1914 рр.» (спільний проєкт з Бібліотекою Академії наук АН УРСР (нині – Національна бібліотека України імені В. І. Вернадського) під загальним керівництвом тодішнього її директора Ю. Меженка.
 «У січні 1947 року, повертаючись з роботи, К.Малицька впала на Лісній вулиці біля дому і зламала ногу, довго пролежала на холодній землі й захворіла. Доглядали її друзі й давня її колега зі школи ім. Т.Шевченка Стефанія Пашкевич. І хоча К.Малицька самітньо прожила усе життя, але останні хвилі її пройшли в опіці близьких і дружніх їй людей».
Померла у Львові 22 січня 1947 року. Похована на Личаківському цвинтарі, поле № 5.

## Твори

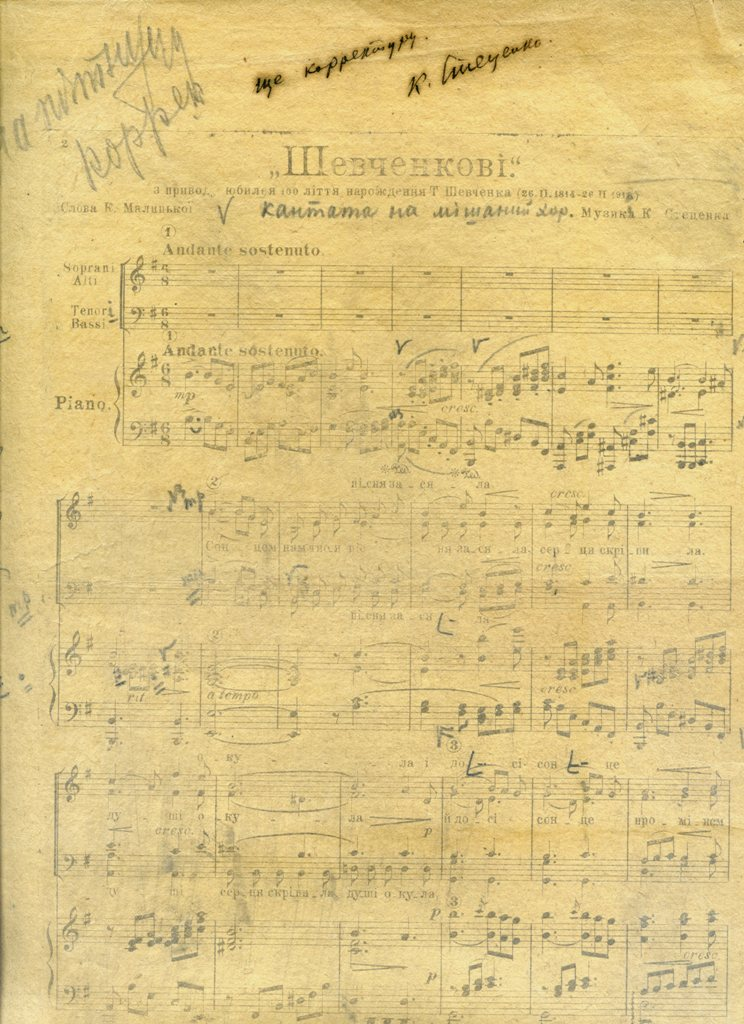
К. Стеценко. «Шевченкові». Кантата для мішаного хору у супроводі фортепіано на слова К. Малицької, написана до 100-річчя від дня народження Т. Шевченка. 1914 р.

- Збірник оповідань для дітей "Малі герої" (1899)
- п'єси "Під нову зорю" (1906, про революц. події в Росії 1905), "Вінок на могилу Тараса Шевченка" (1914)
- нариси на пед. теми ("Мати", 1902; "З трагедій дитячих душ", 1907; та ін.)
- "Про жіночий рух" (1904).
- Малицька Костянтина твори
- Твори Костянтини Малицької
- Творчий доробок

Костянтина Малицька відома як дитяча письменниця, автор поезій, оповідань і сценаріїв, зокрема «Малі герої», «Гарфа Леїлі»; автор багатьох січових пісень. Друкувала твори в журналах «Молода Україна», «Світ дитини», «Зоря», альманахах «Нова хата», «Учитель», «Жіноча доля», сатиричному часописі «Комар» та інших виданнях. Була редактором дитячого журналу «Дзвінок» (Львів). Писала статті на педагогічні і громадські теми, робила переклади. Відома своїм переказом «Робінзона Крузо» Д. Дефо (Львів, 1903), перекладала також прозу Сельми Лаґерлеф («Керниця трьох мудреців з Востока» — у кн.: «Просвітні листки». Ч. І. — Львів, 1907), окремі твори О. Пушкіна та М. Лермонтова.
У радянський час, з 1944 року вона працювала старшим бібліографом Наукової бібліотеки імені Василя Стефаника, уклала універсальний покажчик дитячої літератури.
У 2016 році вперше з 1932 року побачила світ книга для дітей Костянтини Малицької «Чистенький і Юрзи-Мурзи» видавництва «Розумна дитина».
- Малицька Костянтина твори
- Твори Костянтини Малицької
- Творчий доробок

## Вшанування пам'яті
На пошану Костянтини Малицької її іменем названі вулиці в с. Кропивник, де вона народилась, у Львові, Калуші, Чернівцях, Івано-Франківську; встановлено меморіальні дошки на фасаді будівлі на вул. Драгоманова, 12 (з барельєфом, Львів), та Галицької загальноосвітньої школи, де працювала К. Малицька (з ініціативи Союзу українок); на фасаді школи в с. Кропивник (з барельєфом), засновані з 2002 року щорічні премії для педагогів міської (у трьох номінаціях) і районної рад.

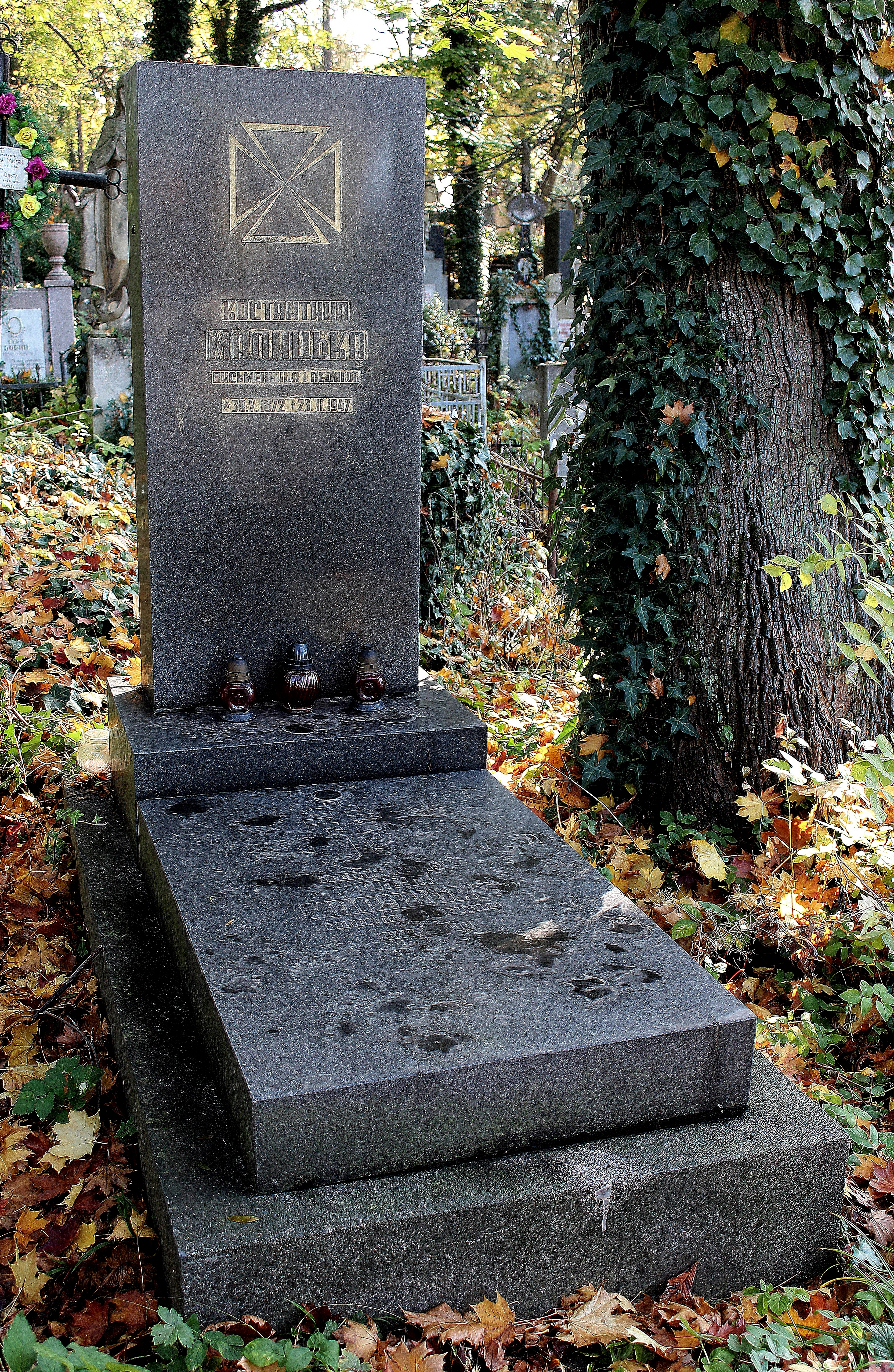
Пам'ятник на могилі Костянтини Малицької
Меморіальна таблиця на вул. Драгоманова, 12 (Львів), де працювала Малицька
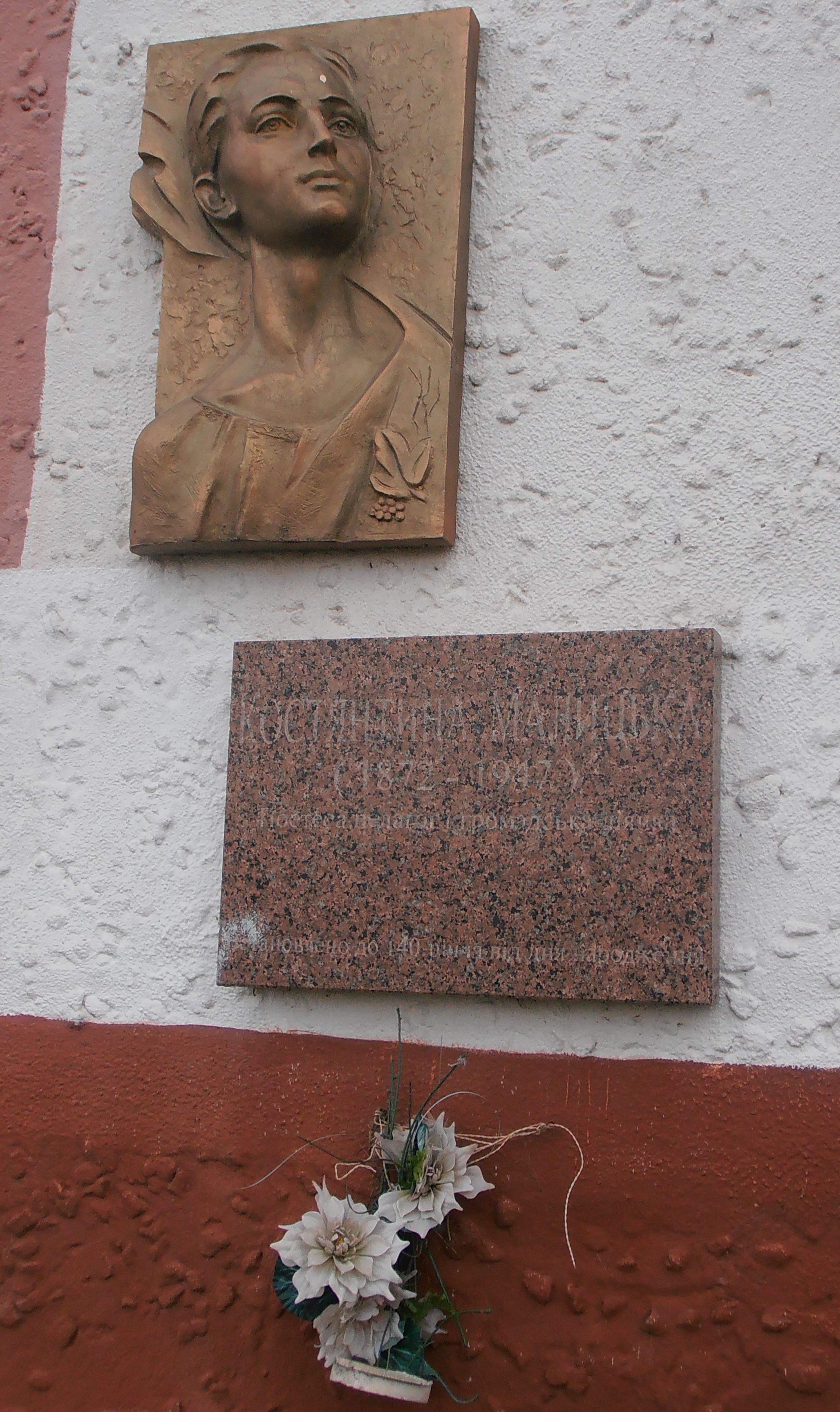
Барельєф у Калуші на вул. К. Малицької

## Аудіозаписи творів
- Костянтина Малицька Соловей (аудіокнига);
- Костянтина Малицька Не забудь мене (аудіозапис прозової мініатюри);
- Костянтина Малицька В Січ ставай.